# Gerő Erzsi (színművész)

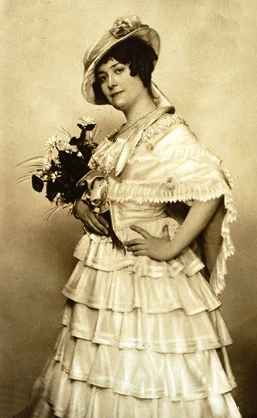
Gerő Erzsi mint Hédi - Három a kislány (Vígszínház, 1916)

Gerő Erzsi, eredetileg Grünstein Rüfke Erzsébet (Budapest, 1903. október 6. – Budapest, 1972. július 9.) magyar színésznő.

## Élete
Grünstein József gyári hivatalnok és Guttman Fanni leányaként született. 1927-ben diplomázott a Színművészeti Akadémián, majd 1927. október 15-től 1928-ig az Új Színházban játszott. 1941–42-ben az Országos Magyar Izraelita Közművelődési Egyesület Művészakció előadásain szerepelt, majd 1946–47-ben a Magyar Színház művésze volt. Élete végén az Ódry Árpád Művészotthonban lakott. Halálát áttétes csontrák okozta. 
Férje Lengyel István író, újságíró volt, akivel 1929. június 1-jén Budapesten kötött házasságot.

## Fontosabb szerepei
- Lea (An-Ski: Dybuk)